# Automobiles Six
Die Société des Automobiles Six war ein französischer Hersteller von Automobilen.

## Unternehmensgeschichte
Die Brüder Gadoux gründeten 1923 das Unternehmen in Straßburg zur Produktion von Automobilen. Der Markenname lautete Six. Im gleichen Jahr endete die Produktion bereits wieder. Barron, Vialle et Compagnie aus Lyon setzte die Produktion fort.

## Fahrzeuge
Das einzige Modell verfügte über einen Sechszylindermotor mit OHC-Ventilsteuerung. Der Hubraum betrug je nach Quelle 1791 cm³, 2077 cm³ oder etwa 2000 cm³.